# Ich-bin-Worte
Als Ich-bin-Worte werden in erster Linie verschiedene Selbstaussagen von Jesus von Nazaret bezeichnet, die indirekt sein messianisches Sendungsbewusstsein offenbaren. „Ich bin“ ist die deutsche Übersetzung des altgriechischen Ausdrucks ἐγὼ εἰμί (ego eimi), mit dem jede der Aussagen beginnt. Am bekanntesten sind sieben Ich-bin-Worte Jesu mit prädikativer Bestimmung im Johannesevangelium. Neben diesem Gebrauch der Ich-bin-Formel mit einem Bildwort gibt es jedoch auch „absolute“ Ich-bin-Aussagen ohne prädikative Bestimmung. Diesen wurde von der Forschung lange ein theologisch größeres Gewicht beigemessen. In der neueren Forschung ist diese Sichtweise nicht mehr Konsens.
Neben den neutestamentlichen Ich-bin-Worten werden auch die im Alten Testament zu findende Selbstoffenbarung Gottes in der Bekanntgabe seines Namens JHWH und die daran anknüpfenden Hoheitsaussagen und Heilszusagen als Ich-bin-Worte diskutiert.

## Neues Testament

### Vorkommen
Ich-bin-Aussagen finden sich im Neuen Testament in allen vier Evangelien – drei im Markusevangelium, je acht im Matthäus- und Lukasevangelium und 24 im Johannesevangelium. Die auffällige Häufung im Johannesevangelium deutet darauf hin, dass diese Aussagen für Johannes eine hohe theologische Relevanz hatten. Udo Schnelle hält sie für ein „Zentrum joh. Offenbarungstheologie und Hermeneutik“.

### Sprache
Im neutestamentlichen Koine-Griechisch bestimmt die finite Verbform eigentlich in hinreichender Weise die grammatische Person; das Personalpronomen (hier: ἐγὼ ‚ich‘) wird dafür nicht benötigt. Trotzdem wird das Personalpronomen manchmal zusätzlich verwendet, um eine sprachliche Betonung zu erreichen. Die bezeichnete Person wird auf diese Weise hervorgehoben. ἐγὼ εἰμί hebt also den Sprecher als Person hervor: „Ich bin (es) …“
Die Ich-bin-Worte im Johannesevangelium unterscheiden sich durch zwei sprachliche Auffälligkeiten. Es gibt einerseits „absolute“ Ich-bin-Aussagen ohne prädikative Bestimmung im gleichen Satz (Joh 8,24.25 .58 ; 13,19 ; 18,6 ). Dies ist grammatikalisch auffällig, weil ἐγὼ εἰμί eigentlich immer eine prädikative Bestimmung erfordert. Andererseits gibt es Ich-bin-Aussagen, deren prädikative Bestimmungen gewollt absurd sind und die deshalb nur metaphorisch verstanden werden können.

### Die Ich-bin-Worte im Johannesevangelium

#### Theologische Einordnung
In der älteren Forschung wurde deutlich zwischen den absoluten und den prädikativen Ich-bin-Worten im Johannesevangelium unterschieden. Damit ging auch eine Gewichtung des theologischen Stellenwertes einher. Rudolf Bultmann und andere führten die prädikativen Ich-bin-Worte auf gnostisch-mandäische Quellen zurück, sahen die absoluten Ich-bin-Worte jedoch als „eigentliche Rede“ an, die in der alttestamentlichen Selbstoffenbarungsformel JHWHs verortet werden könne.
In der neueren Forschung wurde diese deutliche Unterscheidung überwiegend aufgegeben, zumal eine weitere Gruppe von Ich-bin-Worten identifiziert wurde, die „implizit prädikativen Ich-bin-Worte“ bzw. „elliptischen Ich-bin-Worte“, denen eine prädikative Ergänzung im selben Satz zwar fehlt, welche jedoch durch den Kontext impliziert werden kann (zum Beispiel Joh 4,26 ; 6,20 ; 18,5.8 ). Diese Beobachtung führt zu unterschiedlichen theologischen Wertungen darüber, ob die absoluten Ich-bin-Worte der Schlüssel zum Verständnis der prädikativen Ich-bin-Worte sind oder nicht. Hartwig Thyen spricht von einem „Prozess der wechselseitigen Metaphorisierung der beiden Gruppen von Ich-bin-Worten“.

#### Ich-bin-Worte mit prädikativer Bestimmung im Johannesevangelium
Häufig bezieht sich in der exegetischen Literatur das Stichwort „Ich-bin-Worte Jesu“ auf die folgenden sieben, manchmal auch acht durch Bildworte prädikativ bestimmten Aussagen Jesu:
- Joh 6,35 EU: „Ich bin das Brot des Lebens; wer zu mir kommt, wird nie mehr hungern, und wer an mich glaubt, wird nie mehr Durst haben.“ (nochmals in Vers 48)
- Joh 8,12 EU: „Ich bin das Licht der Welt. Wer mir nachfolgt, wird nicht in der Finsternis umhergehen, sondern wird das Licht des Lebens haben.“
- Joh 10,9 EU: „Ich bin die Tür; wer durch mich hineingeht, wird gerettet werden; er wird ein- und ausgehen und Weide finden.“
- Joh 10,11 EU: „Ich bin der gute Hirt. Der gute Hirt gibt sein Leben hin für die Schafe.“ (nochmals in Vers 14)
- Joh 11,25 f. EU: „Ich bin die Auferstehung und das Leben. Wer an mich glaubt, wird leben, auch wenn er stirbt, und jeder, der lebt und an mich glaubt, wird auf ewig nicht sterben.“
- Joh 14,6 EU: „Ich bin der Weg und die Wahrheit und das Leben; niemand kommt zum Vater außer durch mich.“
- Joh 15,1 EU: „Ich bin der wahre Weinstock, und mein Vater ist der Weingärtner.“

Gelegentlich wird als achtes Ich-bin-Wort aufgeführt:
- Joh 18,37 EU: „Ich bin ein König.“ Siehe auch Christus König.

#### Interpretation
Diese Ich-bin-Aussagen im Johannesevangelium sind „Spitzensätze neutestamentlicher Christologie“, die mit Hilfe von eingängigen Worten und Symbolen die Heilsbedeutung Jesu Christi beschreiben. Dabei muss es sich nicht unbedingt um wörtliche Zitate aus Reden von Jesus von Nazaret handeln. In der historisch-kritischen Wissenschaft wird davon ausgegangen, dass sich diese Formulierungen als „Herrenworte“ durch „christologisch stimulierte Erinnerungsarbeit“ herausgebildet haben, indem typische Verkündigungsthemen, Redeformen und Sprachbilder Jesu sowie sein messianischer Anspruch darin verarbeitet wurden.
Die Ich-bin-Worte haben ihre Basis in einer alttestamentlichen Offenbarungsformel, dem „Ich bin“ Gottes. Siehe dazu unten im Abschnitt „Altes Testament“.
Die in den Ich-bin-Worten verarbeiteten Symbole „Brot“, „Licht“, „Tür“, „Hirt“, „Weg“, „Weinstock“ und Urworte „Leben“ und „Wahrheit“ sind sowohl in der Religionsgeschichte als auch in der Theologie des Alten Testaments verwurzelt. Dadurch schaffen sie Anknüpfungspunkte für das Verstehen der neutestamentlichen Botschaft von Jesus Christus. In einfacher und verständlicher Sprache vermitteln sie zugleich die Einladung, sich von Jesus Gemeinschaft mit dem Vater schenken zu lassen, und den Anspruch, Jesus nachzufolgen.

### Sonstige Ich-bin-Worte im Neuen Testament

#### Synoptiker
Auf die Frage des Hohenpriesters Kajaphas: „Bist du der Christus, der Sohn des Hochgelobten?“, antwortete Jesus mit „Ich bin es.“ (Mk 14,61–62 ). Diese Antwort führte zu seinem Todesurteil, jedoch nicht weil Jesus den verbotenen Gottesnamen ausgesprochen hatte, sondern weil sein Anspruch, der Messias zu sein, als blasphemisch verurteilt wurde. Dieses „Ich bin es“ der Passionsgeschichte steht im Zusammenhang mit Aussagen, in denen Jesus seine Mission mit „Ich bin gekommen, um …“ bzw. „Der Menschensohn ist gekommen, um …“ erläutert (die sog. „Elthon-Worte“ von altgriechisch ἦλθον ‚ich bin gekommen‘: Mt 5,17 ; 11,19 ; Mk 2,17 ; 10,45 ; Lk 19,10 ). Indem Jesus von seinem Auftrag sprach, wies er immer nur indirekt auf seine messianische Sendung hin – anders als die falschen Messiasse, die von sich selbst sagen: „Ich bin der Christus!“ (Mt 24,5 ).

#### Offenbarung des Johannes
In der Offenbarung des Johannes wird das „Ich bin“ zunächst von Gott gesprochen, der sich dem Propheten als „Alpha und Omega“ offenbart (Offb 1,8 ). Nur wenige Verse später hört der Prophet aus dem Mund des erhöhten Menschensohns die Hoheitsaussage „Ich bin der Erste und der Letzte und der Lebendige“ (Offb 1,17 f. ). Am Ende der Offenbarung werden die bis dahin gemachten Ich-bin-Aussagen noch einmal wiederholt, diesmal von Christus gesprochen: „Ich bin das Alpha und das Omega, der Erste und der Letzte, der Anfang und das Ende“ (Offb 22,13 ), der sich dabei als der Richter (22,12.15 ) und der Geber des ewigen Lebens 22,14  offenbart. So nehmen die Ich-bin-Aussagen Jesu in der Johannesapokalypse eschatologischen Charakter an, indem sie den Bringer des ewigen Heils offenbaren.

## Altes Testament
In Ex 3,14  offenbart Gott sich dem Mose auf dessen Frage nach seinem Namen als der „Ich bin, der ich bin“ (oder in anderer Übersetzung als „Ich werde sein, der ich sein werde“). Aus dem Kontext lässt sich diese geheimnisvolle Angabe deuten als ein Hinweis auf Gottes Zeitüberlegenheit sowie auf seine Bereitschaft, in der Zeitgeschichte heilsgeschichtlich zu wirken, indem er Israel aus der Versklavung errettet. (Für Details siehe: JHWH, Abschnitt „Die Namensoffenbarung“.)
Vor allem im Buch Jesaja wird der Gottesname durch Ich-bin-Worte ausgelegt. Der dem Deuterojesaja zugeordnete Vers Jes 45,18  ist dabei zentral. Das dort von Jahwe gesprochene אֲנִי יְהוָה (anî JHWH ‚ich bin JHWH‘) wurde in der Septuaginta mit dem absoluten ἐγὼ εἰμί (ego eimi ich bin) wiedergegeben, sodass Heinrich Zimmermann 1960 den Schluss zog, dass Jesus mit seinem „Ich bin“ die alttestamentliche Offenbarungsformel aufgegriffen habe. Auch Hartwig Thyen arbeitet unter anderem Parallelen zwischen Jes 43  und Joh 8  heraus und findet durch seine Untersuchungen die Sicht Zimmermanns bestätigt.